# Énos (keresztnév)
Az Énos héber eredetű férfinév, jelentése: ember, más forrás szerint halandó.[forrás?]

## Híres Énosok
Ádám és Éva egyik unokája, Énos

## További keresztnevek
- Magyar névnapok listája dátum szerint
- Magyar névnapok listája betűrendben